# Liste Münchner Straßennamen/D

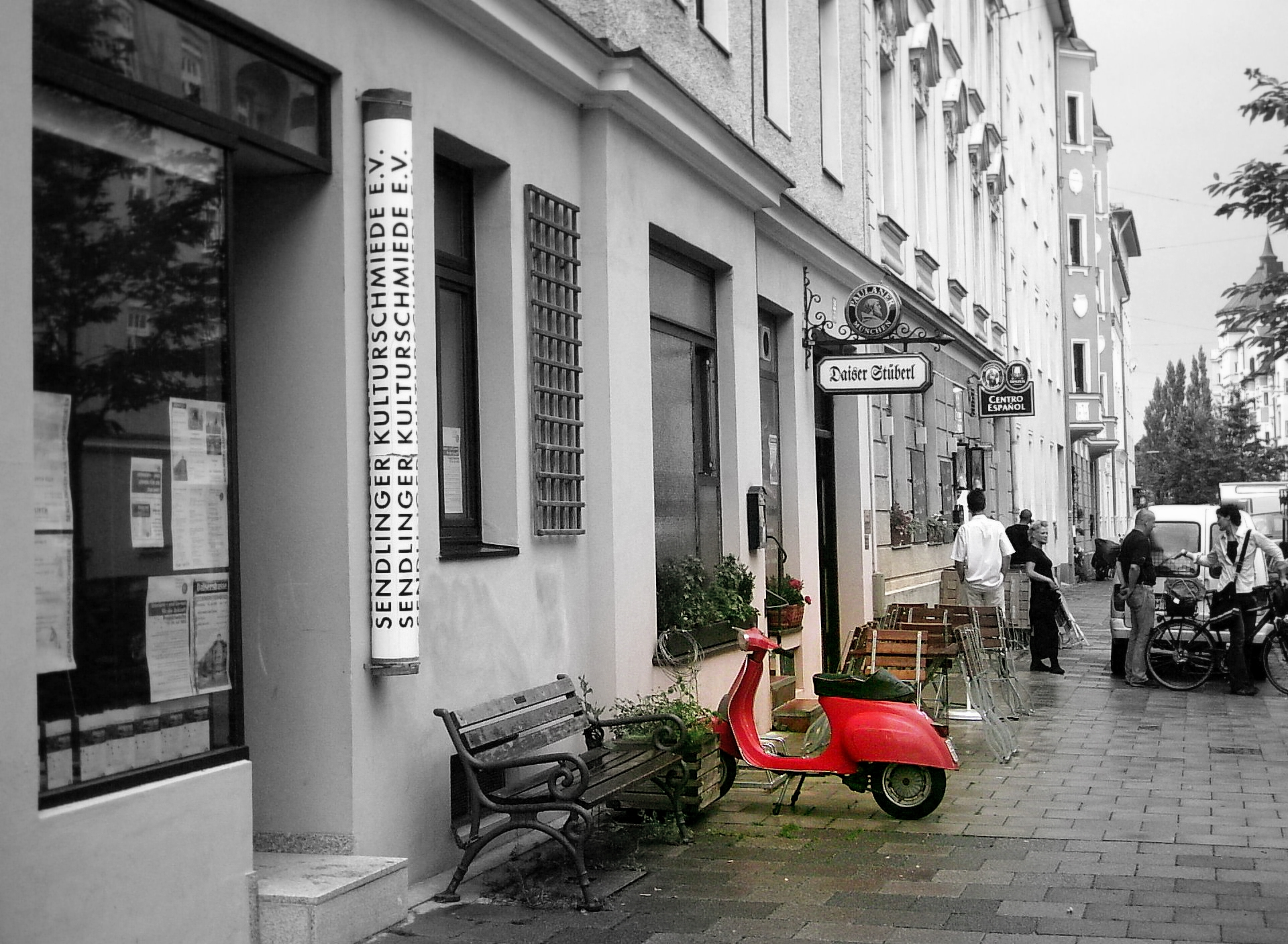
In der Daiserstraße

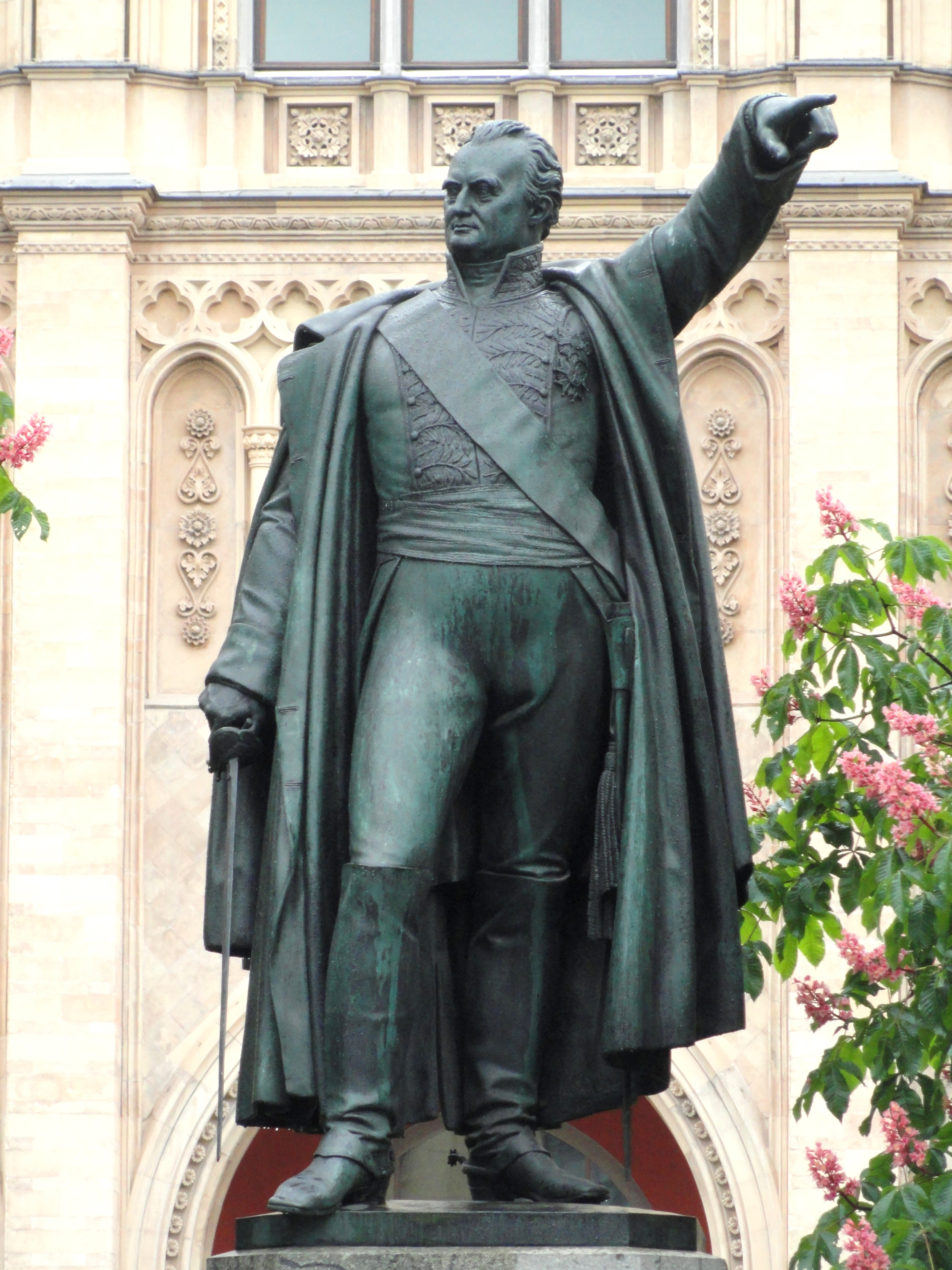
Bernhard Erasmus Graf von Deroy

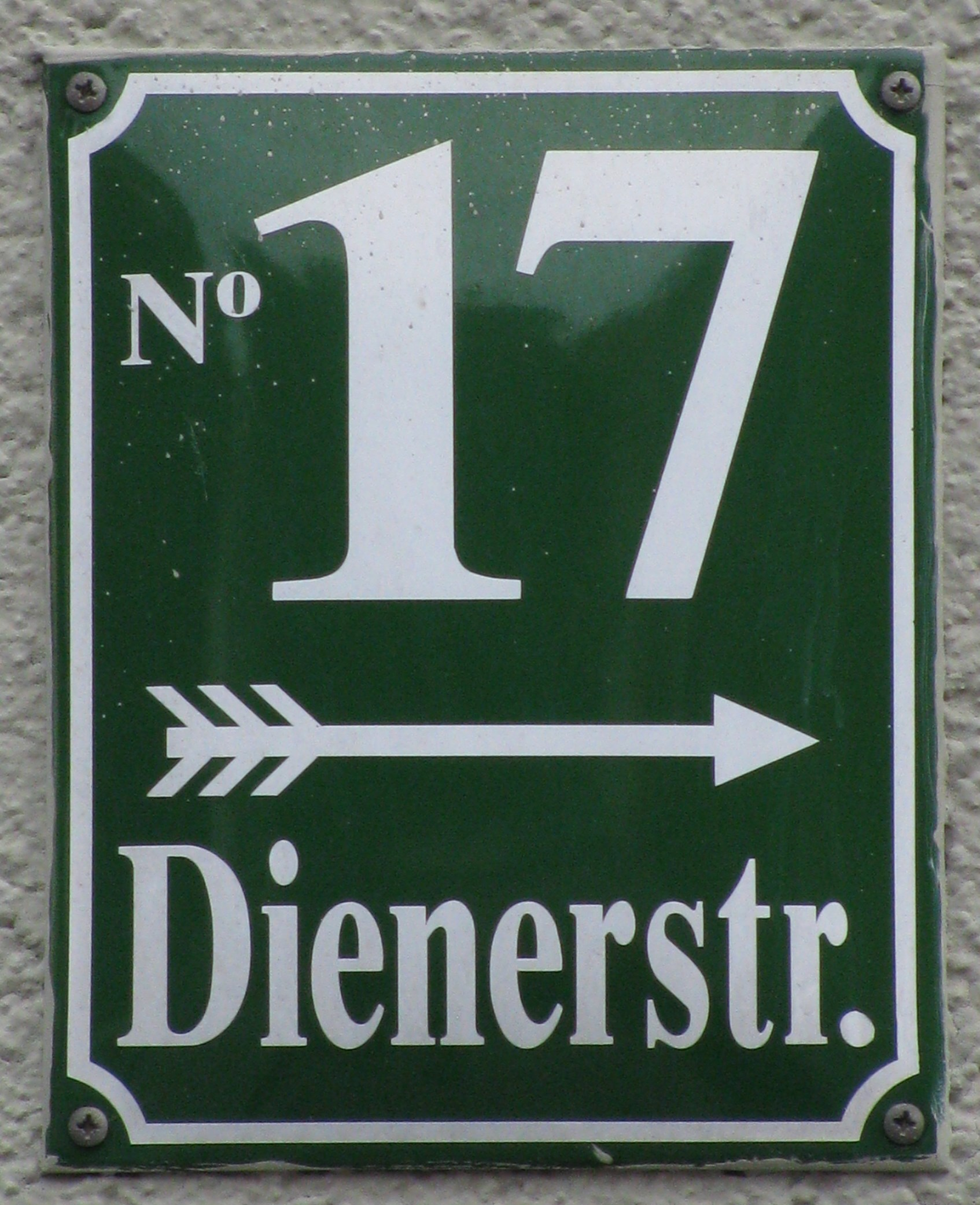
Dienerstraße 17

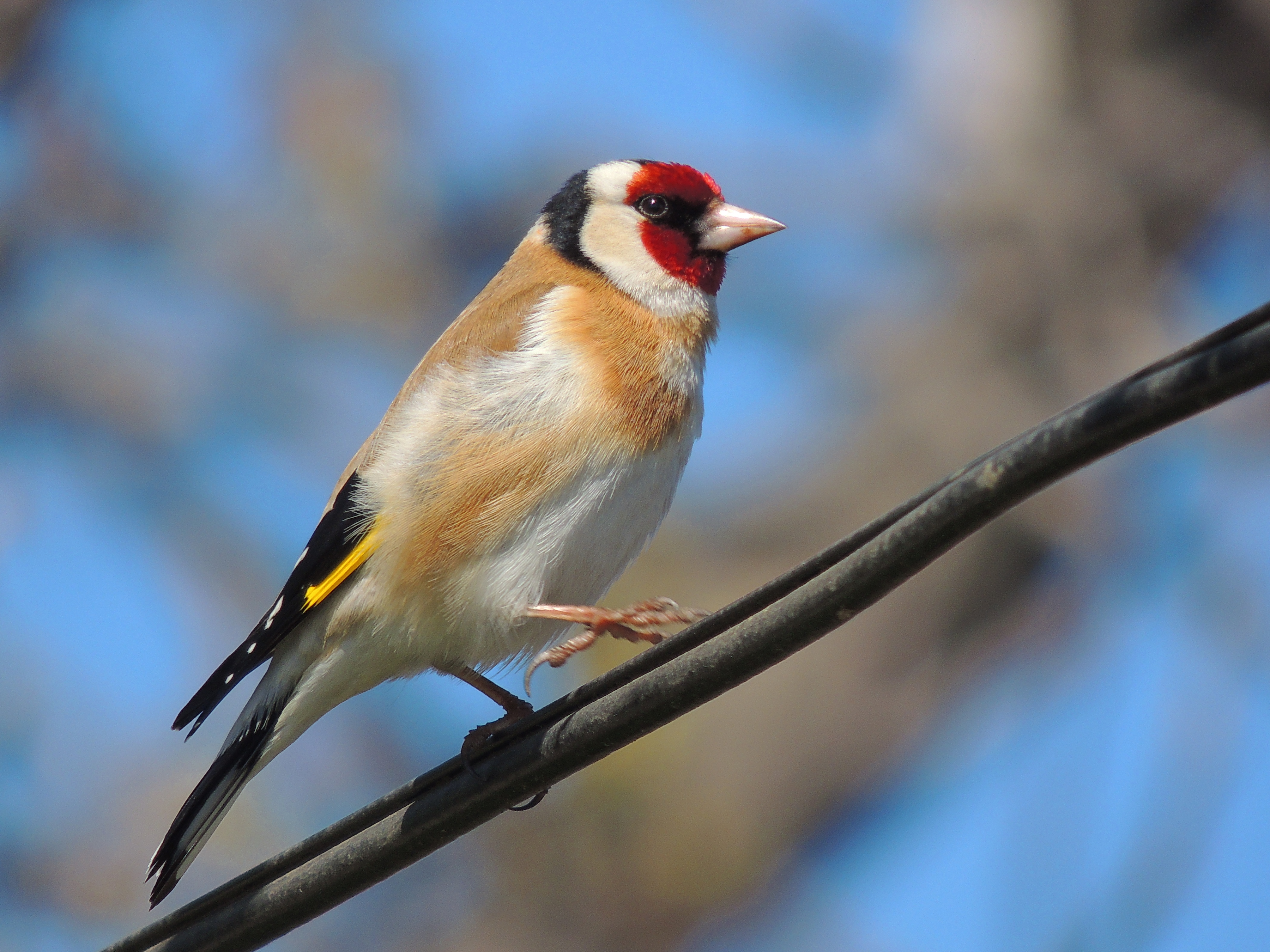
Distelfink

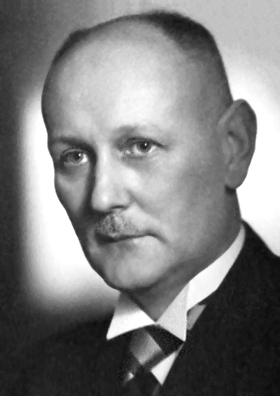
Gerhard Domagk

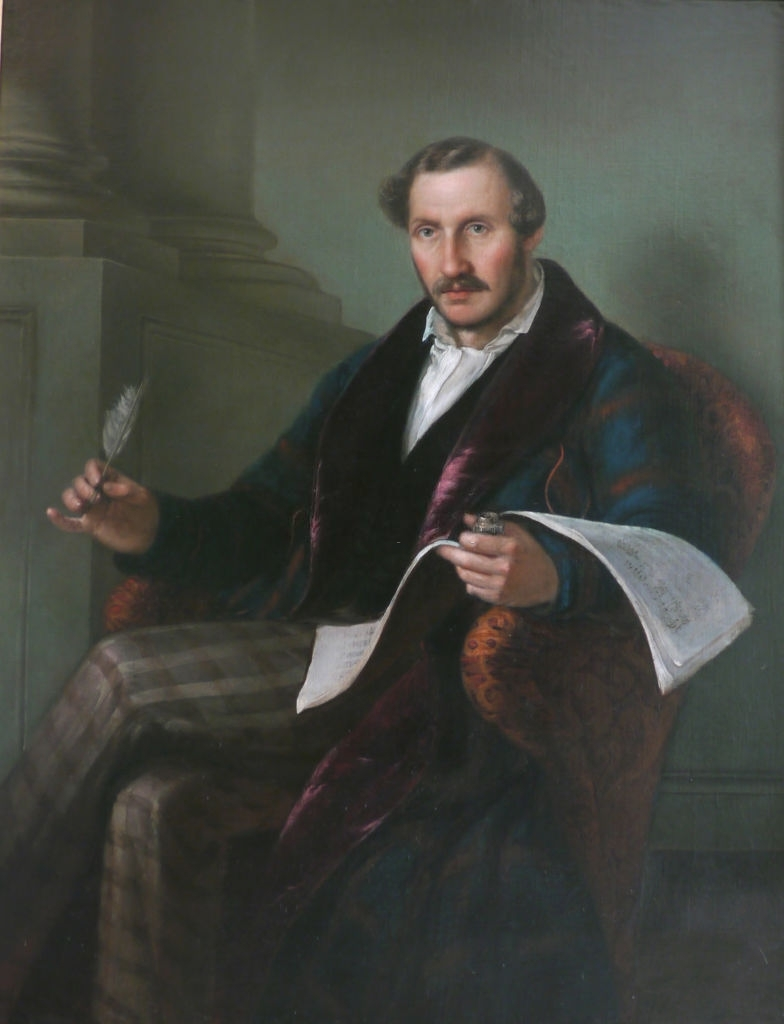
Gaetano Donizetti

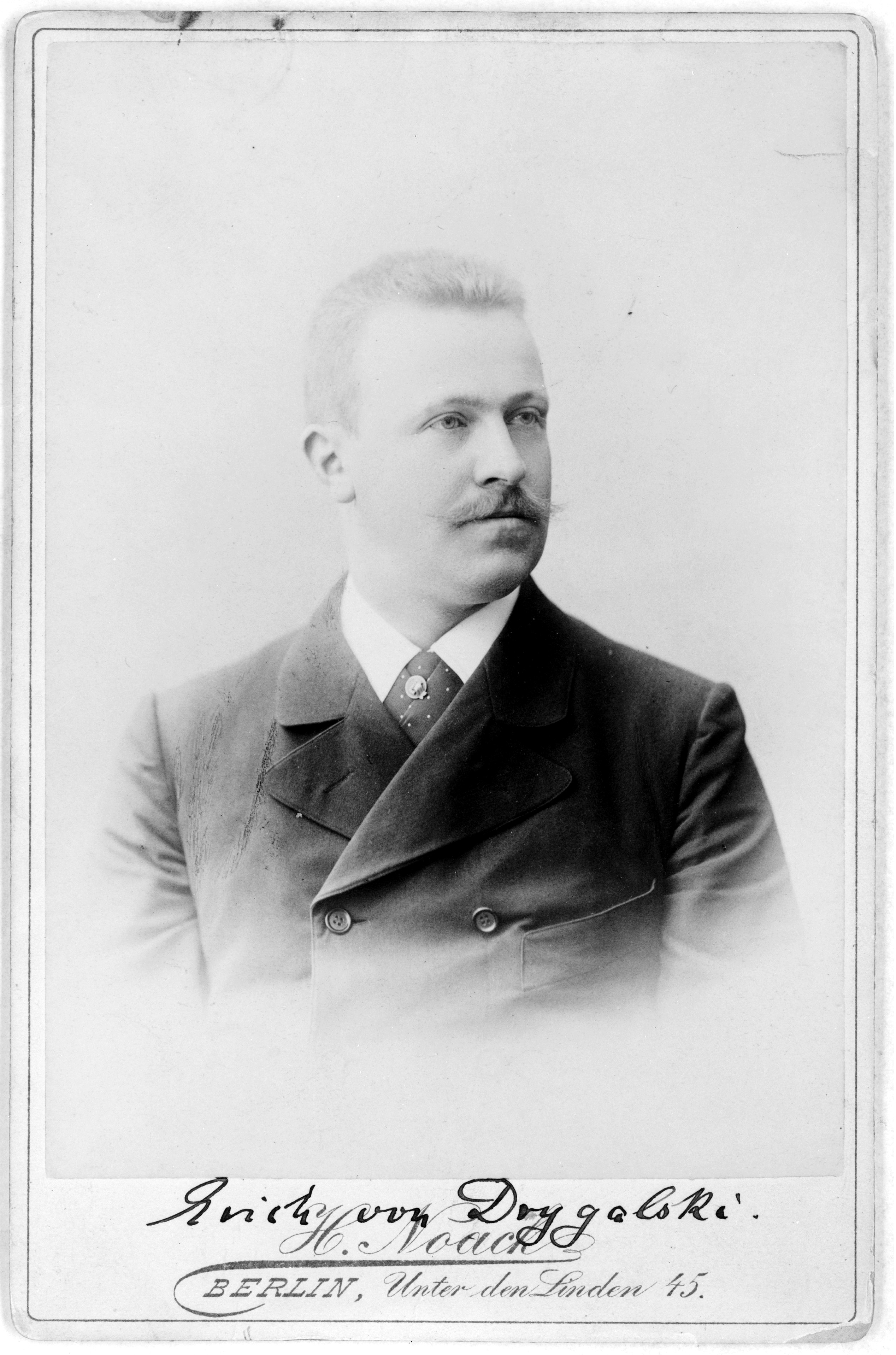
Erich von Drygalski

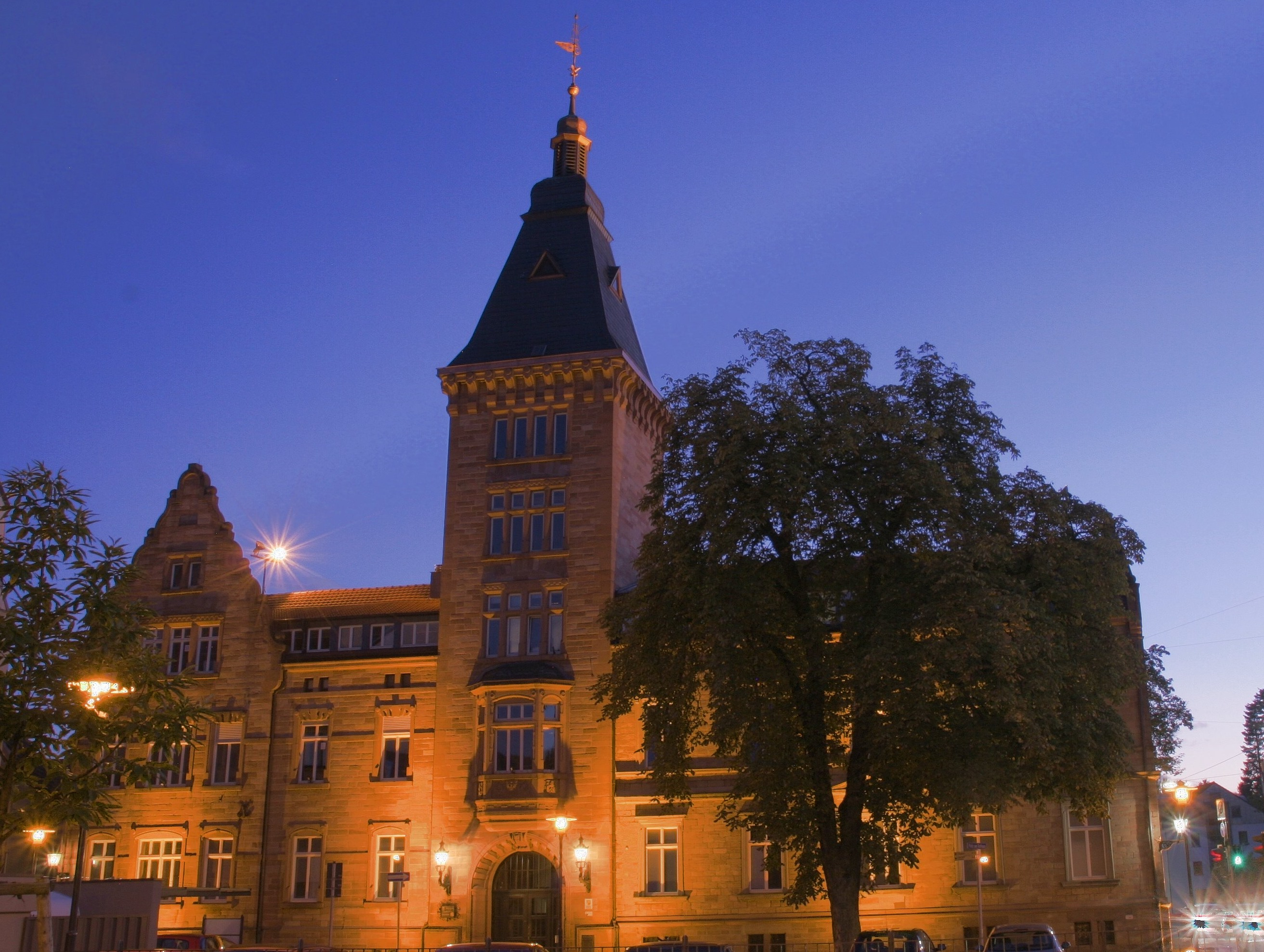
Rathaus Dudweiler

Die Liste Münchner Straßennamen listet Namen von Straßen und Plätzen der bayerischen Landeshauptstadt München auf und führt dabei auch die Bedeutungen und Umstände der Namensgebung an. Aktuell gültige Straßenbezeichnungen sind in Fettschrift angegeben, nach Umbenennung oder Überbauung nicht mehr gültige Bezeichnungen in Kursivschrift.
Aufgrund der großen Anzahl Münchner Straßennamen ist die Liste in alphabetisch sortierte Unterlisten aufgeteilt.

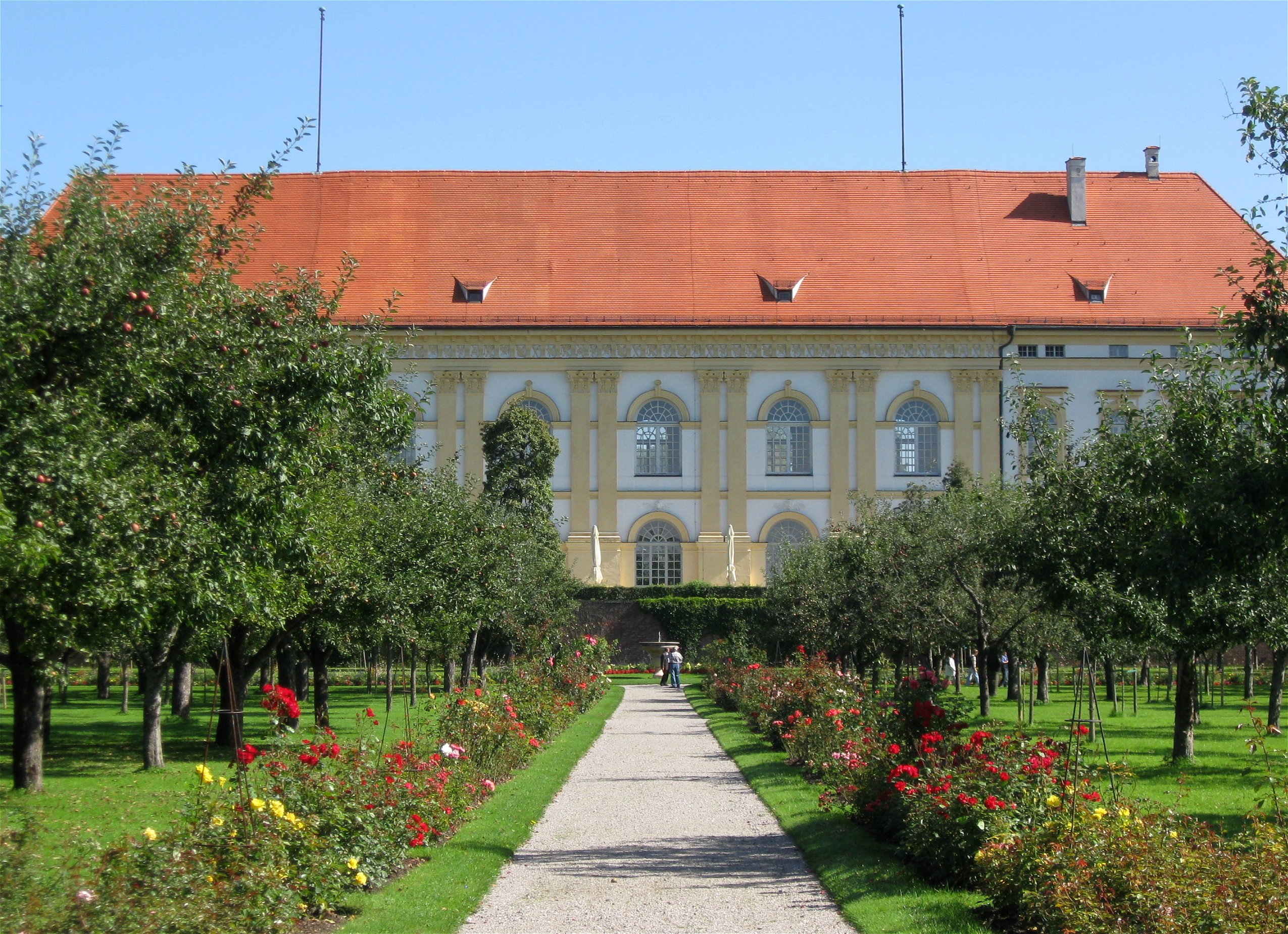
Schloss Dachau

Dachauer Straße, Maxvorstadt – Neuhausen – Moosach – Feldmoching / Allach
vor 1820 benannt nach dem Zielort Dachau und dem Schloss Dachau, zu dem sie führte. Um 1660 in Stadtnähe Mosserstraße (Moosacher Straße) genannt
Dachauerstraße äußere,
(1876)
Dachshofstraße, Lochhausen
(1947) Dachshof, bereits 1501 urkundlich erwähnt
Dachsteinstraße, Gartenstadt Trudering
(1933) Dachstein, ein Bergmassiv in den Salzburger Kalkalpen
Dachstraße, Pasing
(1947) Simon Dach (1605–1659), Barockdichter aus Königsberg
Dänkhelstraße,
(1908) siehe Danklstraße.
Däumlingstraße, Waldperlach
(1930) Däumling, Märchenfigur, vor allem bekannt aus Grimms Märchen
Daglfinger Platz, Daglfing
(1932) Daglfing, 1930 nach München eingemeindetes Dorf
Daglfinger Straße, Daglfing
(1925) siehe vorstehend
Dahlienstraße, Lerchenau
(1945) Dahlien, Pflanzengattung aus der Familie der Korbblütler
Daimlerstraße, Schwabing-West
(1937) Gottlieb Daimler (1834–1900), Ingenieur, Motorenbauer, Erfinder und Industrieller
Daiserstraße, Sendling
(1886) Franz Daiser (1635–1705), Aumeister, in der Sendlinger Mordweihnacht erschossen
Dalandstraße, Englschalking
(1933) Daland, nach der Sage norwegischer Seefahrer, Gestalt aus der Oper „Der fliegende Holländer“ von Richard Wagner
Dall’Armistraße, Nymphenburg
(1912) Heinrich Dall’Armi (1846–1922), Münchner Tabakkaufmann und Industrieller, Stifter des Münchner Bürgerheims (1910) und des Dall’Armiheims für Dienstboten (1917)
Damaschkestraße, Trudering
(1932) Adolf Damaschke (1865–1935), Pädagoge, Sozialpolitiker, Nationalökonom, ein Führer der Bodenreform in Deutschland
Damenstiftsgasse,
(1835)
Damenstiftstraße, Altstadt
(nach 1784) ehemaliges Kloster der Salesianerinnen für adelige Damen, das 1802 aufgehoben und dessen Gebäude dann für weltliche Zwecke verwendet wurden
Dammstraße, Unterföhring
(1876) Vom Isardamm. Führt von der Isaraustraße in Richtung Isar.
Dammstraße, Au
(1857) Vom Isardamm. Zweigte nahe der Ohlmüller, an der Krämerstraße stark verwinkelt ab, verlief parallel mit dieser und der Entenbachstraße, schnitt den Breiten Anger und die Mariahilfstraße, und öffnete sich an der Schwaigerstraße.
Danklstraße, Mittersendling
(1959) Josef Ferdinand Dankl ((1676–1736); frühere Schreibweisen Dänckhel, Dänkhel, Dankhel) war 1703 Kurfürstlicher Pflegskommissär in Bad Tölz, 1705 dann Mitorganisator des Aufstandes gegen die österreichische Besatzung. 1706 wurde er seines Amtes enthoben, 1715 wieder eingesetzt.
Dankwartstraße, Neuhausen
(1929) Dankwart, Sagengestalt aus dem Nibelungenlied
Dannenfelsstraße, Ramersdorf
(1931) Dannenfels, Gemeinde und Luftkurort im Donnersbergkreis in Rheinland-Pfalz
Dantestraße, Gern
(1900) Dante Alighieri (1265–1321), italienischer Dichter und Philosoph
Danziger Straße, Schwabing-West
(1923) Danzig, die polnische Hafenstadt Gdańsk, wo der Zweite Weltkrieg begann
Daphnestraße, Bogenhausen
(1964) Daphne, Titelgestalt einer Oper von Richard Strauss
Dar-es-Salaam-Straße, Trudering
(1933) Daressalam, Stadt im heutigen Tansania, 1890 bis 1920 Hauptverwaltung der Kolonie Deutsch-Ostafrika
Darmstädter Straße, Moosach
(1972) Darmstadt, Stadt in Hessen, früher Hauptstadt des Großherzogtums Hessen-Darmstadt
Daudetstraße, Obermenzing
(1947) Alphonse Daudet (1840–1897), französischer Schriftsteller
Daumillerweg, Sendling
(1982) Oscar Daumiller (1882–1970), evangelischer Pfarrer an der Himmelfahrtskirche in Sendling (Kidlerstraße), später Oberkirchenrat und Kreisdekan von München. Er organisierte 1945 die Hilfe der Bevölkerung für die ehemaligen Häftlinge des Konzentrationslagers Dachau.
Dauthendeystraße, Sendling-Westpark
(1927) Max Dauthendey (1867–1918), deutscher Dichter und Maler
Davidstraße, Englschalking
(1933) David, eine Figur aus der Oper „Die Meistersinger von Nürnberg“ von Richard Wagner

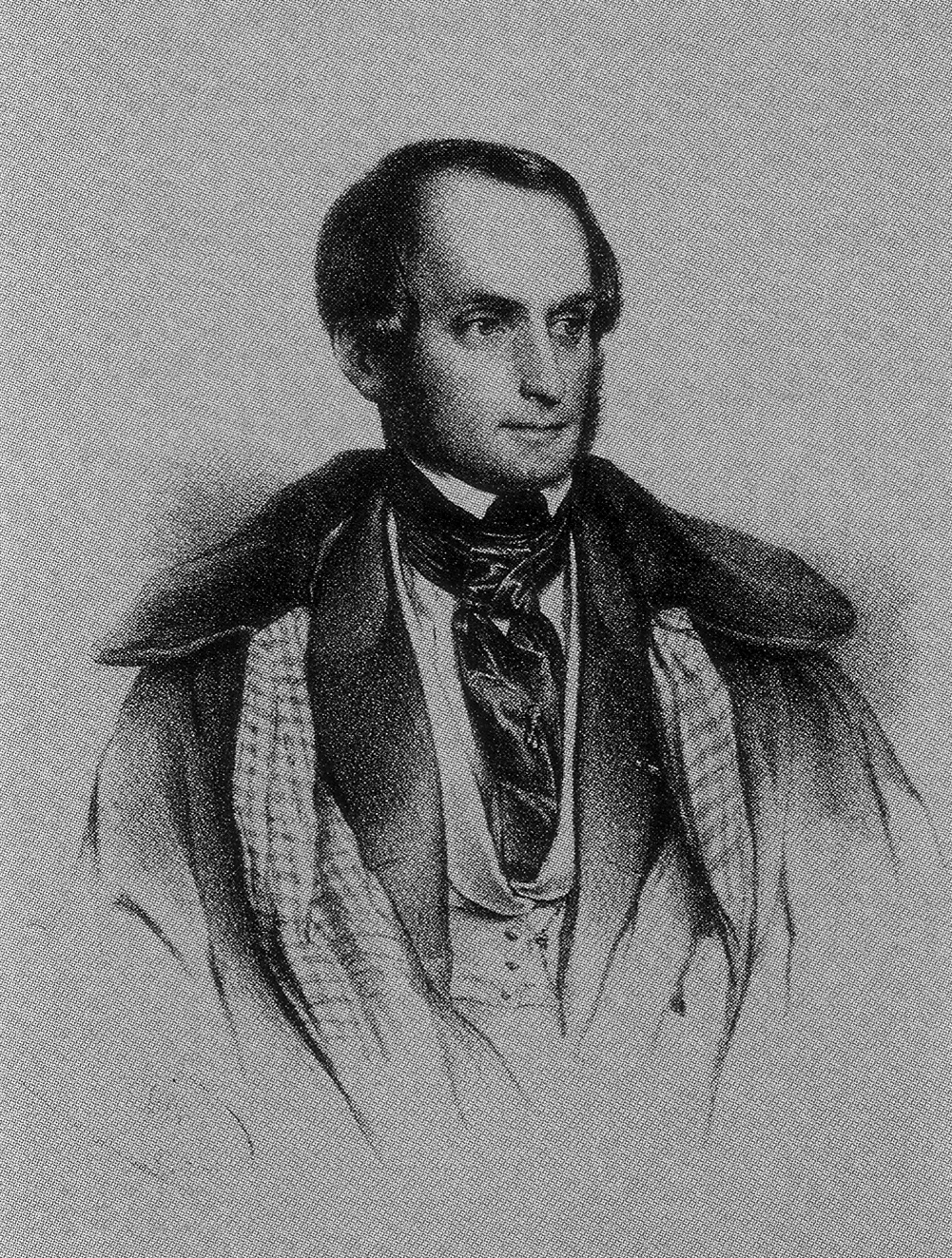
Sebastian Franz von Daxenberger

Daxenbergerstraße, Sendling-Westpark
(1927) Sebastian Franz von Daxenberger (1809–1878), bayerischer Jurist und Staatsrat, Mitglied der Frankfurter Nationalversammlung
Daxenzipfelstraße, Perlach
Daxenzipfelweg, Perlach
Daxetstraße, Lerchenau
(1921) Flurname, nach einem dort gelegenen Waldgebiet, die mundartliche Bezeichnung für ein Nadelholzwäldchen
Debussyweg, Freimann
(1985) Claude Debussy (1862–1918), französischer Komponist des Impressionismus
Defreggerstraße, Harlaching
(1912) Franz von Defregger (1835–1921), österreichisch-bayerischer Genre- und Historienmaler
De-Gasperi-Bogen, Riem
(1998) Alcide de Gasperi (1881–1954), italienischer Publizist, Politiker, Ministerpräsident, Gründer der Democrazia Cristiana
Degenfeldstraße, Schwabing-West
(1918) Hannibal von Degenfeld (1648–1691), deutscher Heerführer in venezianischen Diensten, war als bayerischer Feldmarschallleutnant in hohem Grade an der Entsetzung Wiens von der türkischen Belagerung beteiligt
Deggendorfer Straße, Berg am Laim
(2006) Deggendorf, Große Kreisstadt im niederbayerischen Landkreis Deggendorf
Dehmelstraße, Herzogpark
(1935) Richard Dehmel (1863–1920), deutscher Dichter und Schriftsteller
Deidesheimer Straße, Schwabing-West
(1920) Deidesheim, Stadt und Weinbauort im pfälzischen Landkreis Bad Dürkheim, bis 1946 zu Bayern gehörig
Deikestraße, Kirchtrudering
(1936) Walter Deike, (1894–1919), Zeichner, von bayerischen Rotarmisten als Geisel erschossen
Deisenhofener Straße, Obergiesing
(1899) Deisenhofen, Ortsteil von Oberhaching im Landkreis München
De-la-Paz-Straße, Nymphenburg
(1902) Maria de la Paz (1862–1946), spanische Infantin und Ehefrau von Ludwig Ferdinand von Bayern, setzte sich für Arme und Kranke ein
Dellauerweg, Altperlach
(1960) Theresia Dellauer, Stifterin Münchner Einrichtungen in der Zeit des Dreißigjährigen Krieges
Delpstraße, Bogenhausen
(1955) Alfred Delp (1907–1945), Jesuit und Mitglied des Kreisauer Kreises, in Berlin-Plötzensee hingerichtet. Vor 1955 Wasserburger Straße benannt.
Demblerstraße, Ramersdorf
(1953) Jakob Dembler (1637– um 1670), Waffenschmied, gebürtig in Salzburg
Demleitnerstraße, Untersendling
(1958) Joseph Demleitner (1877–1954), Geistlicher Rat, Historiker und Volksgenealoge, gilt als Urvater der Familienforschung in Altbayern
Demollstraße, Neuhausen
(1961) Reinhard Demoll (1882–1960), Professor für Zoologie und Fischkunde an der Universität München
Den-Haag-Straße, Riem
(2011) Den Haag, der Hauptstadt der Provinz Südholland und Regierungssitz der Niederlande
Denisstraße, Maxvorstadt
(1914) Paul Camille von Denis (1796–1872), französischstämmiger Eisenbahn-Ingenieur, baute die 1835 eröffnete erste deutsche Eisenbahnstrecke von Nürnberg nach Fürth und weitere deutsche Eisenbahnstrecken
Denkenhofstraße, Lochhausen
(1947) ehemaliger Denkenhof in Lochhausen
Dennerleinstraße, Englschalking
(1963) Thomas Dennerlein (1847–1903), bayerischer Professor und Bildhauer
Denninger Straße, Bogenhausen
(1897) Denning, Münchner Stadtteil seit 1930
Derfflingerstraße, Forstenried
(1934) Georg von Derfflinger (1606–1695), kurfürstlich-brandenburgischer Feldmarschall
Deroystraße, Maxvorstadt
(1890) Bernhard Erasmus Graf von Deroy (1743–1812) General und der Befehlshaber der bayerischen Truppen im Kampf gegen die aufständischen Tiroler 1809 sowie der ersten Division in Napoleons Russlandfeldzug 1812
Descartesstraße, Allach
(1947) René Descartes (1596–1650), französischer Philosoph, Mathematiker und Naturwissenschaftler
Desingweg, Laim
(1954) Anselm Desing (1699–1772), katholischer Philosoph, Historiker und Pädagoge, Abt von Kloster Ensdorf in der Oberpfalz
Dessauerstraße, Moosach
(1926) Leopold I., Fürst von Anhalt-Dessau, genannt „Der Alte Dessauer“ (1676–1747), erfolgreicher Heerführer an der Seite von Prinz Eugen von Savoyen
Destouchesstraße, Schwabing/Schwabing-West
(1890) Ernst von Destouches (1843–1916), Münchner Stadtarchivar und Schriftsteller, Vorstand des Stadtmuseums
Detmoldstraße, Hasenbergl
(1964) Detmold, Stadt in Ostwestfalen-Lippe in Nordrhein-Westfalen
Deutingerstraße, Isarvorstadt 
(1927) Martin von Deutinger (1789–1854), katholischer Geistlicher und bayerischer Geschichtsforscher
Deutstraße, Perlach
(1952) Deut, ein sagenhafter Bajuwarenführer, Lebensdaten unbekannt
Dewetstraße, Milbertshofen
(1913) Christiaan de Wet (1854–1922), südafrikanischer Politiker und Burengeneral im damaligen Oranje-Freistaat gegen die britischen Truppen
Diakon-Kerolt-Weg, Ramersdorf
(1992) Kerolt, ein Priester des frühen Mittelalters, der 790 dem Bischof von Freising einen Hof in Perlach schenkt
Diamantstraße, Feldmoching
(1952) Edelstein Diamant
Dianastraße, Lehel
(1890) Diana, altrömische Göttin der Jagd, nach der eine Gaststätte dort ‚zum Dianabad‘ benannt war
Dichtlstraße, Laim
(1953) Dietl, Münchner Patriziergeschlecht
Dickensstraße, Aubing
(1947) Charles Dickens (1812–1870), englischer Schriftsteller, sehr bekannt sein Werk Oliver Twist
Diefenbachplatz, Solln
(1947) Karl Wilhelm Diefenbach (siehe Diefenbachstraße), zuvor hieß er Kirchplatz. 1972 umbenannt in Fellererplatz.
Diefenbachstraße, Solln
(1945) Karl Wilhelm Diefenbach (1851–1913), Maler und Sozialreformer, in München auch „Kohlrabiapostel“ genannt, wohnte zeitweise in einem Steinbruch an der Isar. Die Straße hieß vor der Eingemeindung Sollns 1938 Lindenallee und von 1938 bis 1945 Adolf-Hitler-Allee.
Diemendorfer Straße, Obersendling
(1929) Diemendorf, Ortsteil der Gemeinde Tutzing im Landkreis Starnberg
Dienersgasse,
(1835)
Dienersstraße,
(1876)→Dienerstraße
Dienerstraße, Altstadt
(vor 1368) Münchner Patrizierfamilie Dyener, Dinaer oder Diner
Dientzenhoferstraße, Am Hart
(1939) Kilian Ignaz Dientzenhofer (1689–1751), böhmischer Barockbaumeister
Diepoldstraße, Untersendling
(1930) Münchner Ratsherrengeschlechts Diephold (16. Jahrhundert)
Dieselstraße, Moosach
(1970) Rudolf Diesel (1858–1913), deutscher Maschinenbau-Ingenieur, Erfinder des nach ihm benannten Dieselmotors, studierte an der Technischen Hochschule München
Diessenerstraße,
(1918)
Dießener Straße, Moosach
(1982) Dießen am Ammersee im Landkreis Landsberg am Lech
Diesterwegstraße, Laim
(1932) Adolph Diesterweg (1790–1866), deutscher Pädagoge
Dietersheimer Straße, Schwabing
(1920) Dietersheim, Ortsteil der Gemeinde Eching im Landkreis Freising

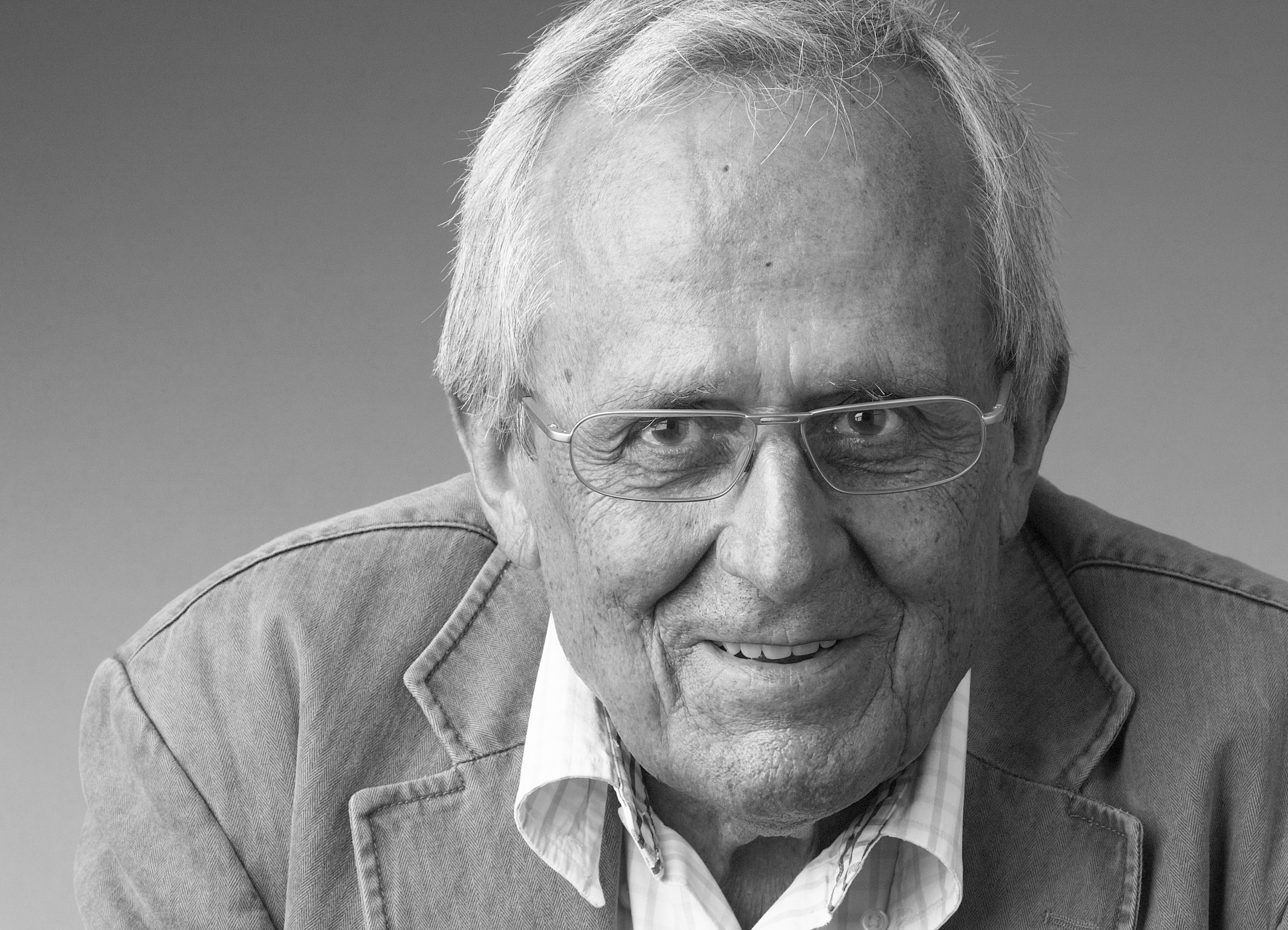
Dieter Hildebrandt (2010)

Dieter-Hildebrandt-Straße, Altperlach
(2015) Dieter Hildebrandt (1927–2013), Kabarettist, Schauspieler und Buchautor, Mitbegründer der Münchner Lach- und Schießgesellschaft
Dietleibstraße, Neuhausen
(1929) Dietleib, Sagengestalt aus dem mittelhochdeutschen Heldenepos Biterolf und Dietleib
Dietlindenstraße, Schwabing
(1899) Dietlinde von Bayern (1888–1889), Prinzessin, Tochter von König Ludwig III.
Dietmar-Keese-Bogen, Aubing
(2006) Dietmar Keese (1933–1998) war 32 Jahre Mitglied des Münchner Stadtrats und davon 16 Jahre als SPD-Fraktionsvorsitzender
Dietramszeller Platz, Sendling
(1904) Dietramszell, Gemeinde südöstlich von Wolfratshausen
Dietramszeller Straße, Sendling
(1904) siehe vorstehend
Dietrichsteinstraße, Neuaubing 
(1947) Dietrichstein, hochmittelalterliche Burgruine im Landkreis Forchheim
Dietrichstraße, Moosach
(1927) Dietrich von Bern, Sagenfigur aus dem im 9. Jahrhundert entstandenen Heldenepos Hildebrandslied
Dietzfelbingerplatz, Neuperlach
(1986) Hermann Dietzfelbinger (1908–1984), bayerischer evangelischer Landesbischof
Diezweg, Solln
(1957) Wilhelm von Diez (1839–1907), Maler der Münchner Schule
Dillinger Straße, Moosach
(1958) Dillingen an der Donau, Große Kreisstadt und Verwaltungssitz des gleichnamigen Landkreises
Dillisstraße, Schwabing
(1898) Johann Georg von Dillis (1759–1841), deutscher Maler, Professor an der Münchner Kunstakademie
Dillwächterstraße, Sendling-Westpark
(1957) Dillwächter, deren Aufgabe darin bestand, die Gattertore für durchfahrende Fahrzeuge zu öffnen und zu schließen
Dilsberger Straße, Aubing
(1947) Bergfeste Dilsberg in der baden-württembergischen Stadt Neckargemünd im Rhein-Neckar-Kreis
Diltheyweg, Langwied
(1983) Wilhelm Dilthey (1833–1911), deutscher calvinistischer Theologe und Philosoph
Dingelstedtweg, Bogenhausen
(1979) Franz von Dingelstedt (1814–1881), deutscher Dichter und Theaterintendant des Wiener Burgtheaters
Dingolfinger Straße, Berg am Laim
(1959) Dingolfing, Kreisstadt des Landkreises Dingolfing-Landau in Niederbayern
Dinkelsbühler Straße, Aubing
(1973) Dinkelsbühl, Stadt in Mittelfranken an der Romantischen Straße
Dirrstraße, Untermenzing
(1947) Adolf Dirr (1867–1930), deutscher Philologe, Linguist, Ethnologe und Kaukasusforscher
Dirschauer Straße, Denning
(1930) Dirschau, ehemaliger Name der jetzt polnischen Stadt Tczew
Distelfinkweg, Lochhausen
(1979) Distelfink, meist Stieglitz genannt, Vogelart aus der Familie der Finken
Distlhofweg, Mittersendling
(2013) alter Hofname in Mittersendling
Dittmannweg, Allach
(1967) Georg Dittmann (1871–1956), Klassischer Philologe, von 1936 bis 1947 Geschäftsführer des Thesaurus Linguae Latinae
Dittler-Straße, Solln
1947 umbenannt in Emil-Dittler-Straße.
Dobmannstraße, Moosach
(1962) Dobmann, altes Moosacher Geschlecht
Docenstraße, Allach
(1947) Bernhard Joseph Docen (1782–1828), Germanist und Bibliothekar an der königlichen Hof- und Staatsbibliothek in München, dem Vorläufer der heutigen Bayerischen Staatsbibliothek
Döbereinerstraße, Obermenzing
(1945) Johann Wolfgang Döbereiner (1780–1849), Chemiker, Vordenker für die Entstehung des Periodensystems
Doeberlstraße, Am Hart
(1934) Michael Doeberl (1861–1928), Historiker und Diplomatiker
Döbrastraße, Fasangarten
(1935) Döbraberg, 795 m hoher Berg im Frankenwald, Landkreis Hof
Döderleinstraße, Sendling-Westpark
(1937) Ludwig Döderlein (1855–1936), deutscher Zoologe, Professor an der Universität München
Doktor-Karl-Singer-Straße, Solln
Umbenannt in Karl-Singer-Straße, siehe dort.
Döllingerstraße, Nymphenburg
(1900) Ignaz von Döllinger (1799–1890), geistiger Vater der altkatholischen Kirche, Kirchenhistoriker
Dönnigesstraße, Obersendling
(1926) Wilhelm von Dönniges (1814–1872), Historiker und Diplomat
Dohlenweg, Am Hart
(1936) Dohlen, Singvögel aus der Familie der Rabenvögel
Dolleschelstraße, Am Hart
(1992) Hubert Dolleschel (1876–1938), Mitbegründer der Arbeiterwohlfahrt München
Dollmannstraße, Au
(1897) Georg von Dollmann (1830–1895), Architekt und Königlicher Hofbaurat
Dollwiesenweg, Kirchtrudering
(1933) Dollwiese, mundartlich für trockengelegte Moorwiese
Dolomitenstraße, Giesing
(1906) Dolomiten, Gebirgskette der Südalpen, vornehmlich Südtirol
Domagkstraße, Schwabing
(1966) Gerhard Domagk (1895–1964), deutscher Pathologe und Bakteriologe
Dombergstraße,
Dominik-Brunner-Weg, Solln
(2010) Dominik Brunner, 2009 am S-Bahnhof Solln getötet
Dominikstraße, Zamdorf
(1932) Hans Dominik (1870–1910), Kolonialoffizier in der damaligen deutschen Kolonie Kamerun
Dominikusplatz, Am Hart
(2010) Dominikus, eigentlich Domingo de Guzmán (* um 1170 † 1221), spanischer Gründer des Dominikanerordens, heiliggesprochen
Dom-Pedro-Platz, Neuhausen
(1899) Dom Pedro I. (1798–1834), von 1822 bis 1831 Kaiser von Brasilien
Dom-Pedro-Straße, Neuhausen
(1900) siehe vorstehend
Dompfaffweg, Waldtrudering
(1933) Dompfaff, Vogelart aus der Familie der Finken
Donarweg, Waldperlach
(1955) Donar oder Thor, germanischer Gewitter- und Wettergott
Donaustaufer Straße, Moosach
(1960) Donaustauf, Marktgemeinde im Landkreis Regensburg, bekannt durch die Walhalla
Donaustraße, Bogenhausen
(1962) Donau, zweitlängster Fluss Europas, entspringt in Deutschland, mündet in Bulgarien ins Schwarze Meer
Donauwörther Straße, Moosach
(1925) Donauwörth, Große Kreisstadt im schwäbischen Landkreis Donau-Ries
Donizettiweg, Obermenzing
(1962) Gaetano Donizetti (1797–1848), italienischer Opernkomponist
Donnersbergerbrücke, Schwanthalerhöhe / Neuhausen
(um 1896) Joachim Freiherr von Donnersberg (1561–1650), Geheimrat und oberster Kanzler des Kurfürsten Maximilian I.
Donnersbergerstraße, Neuhausen
(1896) siehe vorstehend, früher Sendlinger Weg
Dorfgrabenweg, Freimann
(1950) Flurname, nach dem dort teilweise noch sichtbaren Dorfgraben
Dorfstraße, Obermenzing
(1947) Obermenzing war bis zu seiner Eingemeindung 1938 ein selbständiges Dorf
Dornacher Weg, Daglfing
(1932) Dornach, Ortsteil der Gemeinde Aschheim im Landkreis München
Dornbergstraße, Berg am Laim
(1924) Burg Dornberg, abgegangene Höhenburg im Landkreis Mühldorf
Dornerstraße,
(1904)verbindet die Hellabrunner- mit der Schönstraße
Dornfinkenweg, Am Hart
1996 umbenannt in Rose-Pichler-Weg
Dornröschenstraße, Waldperlach
(1931) Dornröschen, Märchengestalt aus den Hausmärchen der Brüder Grimm
Dorotheenstraße, Trudering 
(1933) Dorothea, weibliche Vornamen
Dorpater Straße, Englschalking
(1955) Dorpat, früherer deutscher Name der jetzt estnischen Universitätsstadt Tartu
Doschweg, Altperlach
(1981) alter Hausname
Dostlerstraße, Milbertshofen
(1937) Eduard von Dostler (1892–1917), hochdekorierter Kampfflieger im Ersten Weltkrieg
Drachenfelsstraße, Allach
(1955) Drachenfels, Berg im Siebengebirge bei Bad Honnef mit Ruine der Burg Drachenfels
Drachenseestraße, Untersendling
(1925) Drachensee, Bergsee bei Reutte in Tirol
Drächslstraße, Au
(1883) altes Münchner Patriziergeschlecht
Dr.-Blaich-Straße, Obermenzing
(1953) Hans Erich Blaich (1873–1945), Arzt, Schriftsteller, Mitarbeiter der Satirezeitschrift Simplicissimus
Dr.-Böttcher-Straße, Obermenzing
(1938) Willy Böttcher (1860–1930), Direktor einer Chemiefabrik in Pasing
Dr.-Carl-von-Linde-Straße, Solln
(1982) Carl von Linde (1842–1934), Ingenieur, Gründer der Linde AG
Dreifaltigkeitsplatz, Altstadt
(vor 1818) Dreifaltigkeitskirche, stand dort bis um 1800
Dreilingsweg, Obermenzing
(1947) Flurname
Dreimühlenstraße, Isarvorstadt 
(vor 1833) drei seit ältester Zeit bestandenen Mühlen am gleichnamigen Bache (Kaibl-, Au- und Brudermühle)
Dreisesselbergstraße, Fasangarten
(1931) Dreisesselberg, 1333 m hoher Berg im Landkreis Freyung-Grafenau im Bayerischen Wald
Dreschstraße, Schwabing
(1924) Georg Leonhard von Dresch (1786–1836), Rechtsgelehrter und Historiker, Mitglied der Bayerischen Akademie der Wissenschaften
Dresdner Straße, Moosach
(1913) Dresden, Landeshauptstadt des Freistaats Sachsen, Grund für die Benennung waren die hundert Jahre zurückliegenden Befreiungskriege gegen Napoleon, in denen um Dresden mehrere bedeutende Treffen stattgefunden hatten
Dresselstraße, Trudering
(1947) Fritz Dressel (1896–1933), bayerischer Politiker der Kommunistischen Partei Deutschlands, von den Nationalsozialisten 1933 in das Konzentrationslager Dachau eingewiesen, wo er ermordet wurde
Dreyerstraße, Laim
(1952) Aloys Dreyer (1861–1938), Mundartschriftsteller, Bibliothekar und Journalist, leitete die Zentralbibliothek des Deutschen und Österreichischen Alpenvereins
Drieschstraße, Untermenzing
(1953) Hans Driesch (1867–1941), Naturforscher, Pazifist, von den Nationalsozialisten nach 1933 geächtet
Drosselbartstraße, Waldperlach
(1931) König Drosselbart, Märchenfigur der Brüder Grimm
Drosselweg, Waldtrudering
(1933) Drosseln, Vogelfamilie aus der Ordnung der Sperlingsvögel
Droste-Hülshoff-Straße, Laim
(1925) Annette von Droste-Hülshoff (1797–1848), deutsche Dichterin, Schriftstellerin und Komponistin
Drozzaweg, Großhadern
(1958) Drozza, bajuwarische Adelsfamilie, um 740 nach Christus urkundlich erwähnt
Dr.-Ruder-Weg, Großhadern
(1947) Karl Ruder (1877–1941), Chemiker, besaß Grundstücke in Großhadern
Dr.-Schweninger-Straße, Milbertshofen
(1945) Ernst Schweninger (1850–1924), Mediziner und Medizinhistoriker. Leibarzt von Otto von Bismarck
Drudhardstraße, Feldmoching
(1947) Drudhard, freier Bauer in Feldmoching im 9. Jahrhundert. aus dem Geschlecht der Fagana
Drumberg, Obergiesing
(1951) Flurname
Dr.-Walther-von-Miller-Straße, Neuperlach
(1982) Walther von Miller (1894–1978), Zweiter Bürgermeister und Kulturreferent in München
Drygalski-Allee, Obersendling/Solln
(1965) Erich Dagobert von Drygalski (1865–1949), deutscher Geograph, Geophysiker und Polarforscher
Dualastraße, Trudering
(1933) Douala, Hauptstadt der ehemaligen deutschen Kolonie Kamerun
Dublinstraße, Riem
(2011) Dublin, Hauptstadt der Republik Irland
Dudenstraße, Mittersendling
(1937) Konrad Duden (1829–1911), Philologe und Verfasser des bekannten orthographischen Wörterbuches der deutschen Sprache (1880/1903), das einer einheitlichen deutschen Rechtschreibung den Weg bereitete
Dudweilerweg, Perlach
(1934) Dudweiler im Sulzbachtal, seit 1974 Stadtteil (vorher selbständige Stadt) der saarländischen Landeshauptstadt Saarbrücken
Duisburger Straße, Freimann
(1970) 2010 im Zuge der Neugestaltung des Stadtviertels aufgelassen
Dülferstraße, Feldmoching-Hasenbergl
(1960) Hans Dülfer (1892–1915), Bergsteiger, rund 50 Erstbesteigungen, vor allem in den österreichischen Alpen
Düllstraße,
(1904)→nun Wilhelm Düllstraße
Düppeler Straße, Bogenhausen
(1935) Düppel, der deutsche Name einer dänischen Gemeinde Dybbøl Sogn, bekannt durch die Schlacht an den Düppeler Schanzen, die 1864 zur Niederlage der Dänen gegen deutsche und österreichische Truppen führte
Dürnbräugasse, Altstadt
(um 1607) nach einer ehemals bestehenden Münchner Brauerei
Dürnbräustraße,
(1876) führte vom Dürnbräuhaus im Tal zur Hochbrückenstraße.
Dürnsteiner Weg, Pasing
(1960) Dürnstein, österreichische Kleinstadt an der Donau in Niederösterreich
Dürrstraße, Moosach
(1983) Ludwig Dürr (1878–1956), deutscher Luftschiff-Konstrukteur, entwarf viele Typen von Zeppelin-Luftschiffen
Düsseldorfer Straße, Schwabing-West
(1906) Düsseldorf, Landeshauptstadt von Nordrhein-Westfalen
Dukatenweg, Straßtrudering
(1933) Dukaten, bis ins 20. Jahrhundert in ganz Europa gebräuchliche Goldmünzen
Dultgasse,
(1835)
Dultgäßchen,
Dultstandzwinger,
(1835)
Dultstraße, Altstadt
(1490) Dult, regionale bayerische Bezeichnung für Jahrmarkt mit Volksfestcharakter. Die heutige Auer Dult hatte vormals ihr Gelände auf dem heutigen Sankt-Jakobs-Platz, ehe sie 1796 in die Au verlegt wurde
Dumasstraße, Pasing
(1947) Alexandre Dumas der Ältere (1802–1870), Verfasser der bekannten Drei Musketiere
Dunantstraße, Schwabing
(1928) Henry Dunant (1828–1910), Schweizer Geschäftsmann und Humanist, dessen Buch „Eine Erinnerung an Solferino“ die Gründung des Roten Kreuzes auslöste
Durasweg, Obermenzing
(1962) alte Obermenzinger Straßenbezeichnung. Der griechische Geograph Strabo nennt im keltischen Alpenvorland einen Fluss Duras, womit vermutlich die Würm gemeint war.
Durchlaß, am,
(1876)
Dussekstraße, Obermenzing
(1956) Johann Ladislaus Dussek (1760–1812), böhmischer Pianist und Komponist
Dyroffstraße, Allach
(1962) Karl Dyroff (1862–1938), deutscher Orientalist, Professor für Ägyptologie und semitische Sprachen